# シティ・オブ・ボーンズ (小説)
シティ・オブ・ボーンズ(原題：City of Bones)は、米国のミステリー作家マイケル・コナリーによる12番目の小説であり、ロサンゼルスの刑事ハリー・ボッシュを主人公とする8番目の小説である。本国では2002年に出版された。
死後20年以上経って発見された子どもの骨から、ボッシュが被害者と自分の子供時代に共通点を見つつ、当時の殺人事件を捜査・解決していくストーリーである。
アンソニー賞、バリー賞など多くの文学賞を受賞またはノミネートされた。

## あらすじ
ある年の元日、ハリウッドの北にあるローレル・キャニオンで犬が子どもの骨を見つけたという通報が捜査中のボッシュの元に寄せられる。ボッシュが現場に向かい、発見者の医師に会うと、その骨の子どもは生前かなり虐待を受けていた痕跡があるという。
翌日、検視官テレサ・コラソン（ボッシュのかつての恋人）らのチームが付近を捜索し、子どもが埋められていた場所を特定する。彼女は捜索を記録するノートのタイトルに「シティ・オブ・ボーンズ」（骨の街）と書いていた。検死の結果、被害者は12,3歳の少年で、死後20-25年ほど経っていた。ボッシュは犯人を見つけることを固く誓う。
ボッシュは事件現場で知り合った新人女性警官ブレイジャーを食事に誘ってお互いに関心を持ち、夜を共にして付き合い始めるが、二人の関係は瞬く間に署内に知れ渡ってしまう。
ボッシュは相棒のエドガーと資料調査や聞き込みを進め、現場付近に住むニコラス・トレントがかつて幼い少年に性的いたずらをした前科があったことを知り、トレントの自宅を訪ねて問い詰める。しかしそのことがすぐにマスコミに知られてしまい、テレビで大々的に報じられ、トレントはそれを苦に自殺してしまう。
シーラ・ドラクロワという女性が、弟のアーサーが1980年から行方不明なので被害者に該当するのではないかと警察に電話してくる。ボッシュとエドガーが自宅を訪ねると、彼女はアーサーと暮らしていた家に独りで住み続けていた。俳優だった父サミュエルは息子の失踪後に落ちぶれて、トレーラーハウスに住んでいると言う。警察でアーサーの医療記録を遺骨と比較し、被害者がアーサーであることが特定される。
シーラからアーサーには当時ジョニー・ストークスという友人がいたと聞いたボッシュとエドガーは、彼の行方を探し、彼は刑務所から出所後の今は洗車場で働いていることを突き止め、応援の警官とともにそこに向かうが、ストークスは彼らを見て逃げ出してしまう。ボッシュが彼に追いつく前にブレイジャーがストークスを捕まえたが、発砲音とともに彼女は倒れてしまう。ボッシュはストークスを逮捕するが、ブレイジャーは息絶えてしまう。ボッシュは彼女の死を悲しむが、自分が目撃したこととそれまでの彼女の言動から、彼女がストークスの仕業に見せかけて自分を撃ったが運悪く致命傷になってしまったのだと客観的に判断する。
サミュエルは、自分のトレーラーハウスにボッシュとエドガーが訪ねてきたのを見て、突然犯行を自白し始める。ボッシュはその不自然さに戸惑い、彼の自供の裏付け捜査を行い、幾つかの矛盾点が見つかる。そしてトレーラーハウスの隠し場所から少女時代の娘シーラの裸の写真を見つけ、彼女が父親から虐待を受け、そのストレスからアーサーに暴力を振るっていたのだと考える。そして、ボッシュはそれを知っていた父親は、事件のことを知ってシーラが犯人だろうと思い、かばって自白したのだろうと推測する。しかし父親が知らなかったのは、今回シーラ自身がアーサーのことを警察に電話してきたのであり、彼女は犯人ではないと思われた。
自殺したトレントはハリウッドの映画産業で小道具係をしており、自宅にはいろいろな小道具が残されていたが、その中にスケートボードがあった。アーサーも生前スケートボードが好きだったと知ったボッシュはその鑑定を依頼し、「1980 A.D.」という文字が彫られているのが見つかる。アーサー・ドラクロワのイニシャルかもしれないが、トレントがその地に引っ越してきたのはそれよりかなり後なので彼が犯人とは思えなかった。ボッシュがトレントに話を聞いたときの録音を聞き直していると、当時近所に里親をしていた家庭があったことがわかる。その夫妻の名前を調べて引越し先を訪ね、当時世話をしていた子どもたちのリストを見せてもらうと、その中にジョニー・ストークスの名前が見つかる。しかもトレントの家から見つかったスケートボードはストークスが自分のものだと夫妻に話していた。
ボッシュとエドガーは当時13歳だったストークスが、アーサーからスケートボードを奪おうとして殺してしまったか、二人で争っているうちに事故が起きてしまったのをストークスが隠したのだろうと推理し、急いでストークスを再び探し、潜伏場所に急行するが、今度は彼らが到着する前にストークスが警官に撃たれて死亡してしまう。その瞬間を目撃したものはいなかったが、ボッシュは警官がブレイジャーの仇を打とうと殺害したのではないかと疑う。ともあれ、事件の捜査は13日間で集結する。
ボッシュはこの事件の間にアーヴィング副本部長からたびたびプレッシャーをかけられていたが、事件解決直前に辞令が下りて本部強盗殺人課(RHD)への異動を命じられる。これは昇進であり、アーヴィングとの関係を思えば不思議であったが、彼はボッシュを目の届くところに置こうとしているらしい。事件後にボッシュはオフィスの机を片付け始めるが、片付けている間に翻意して警察官を辞めることを決意し、バッジと拳銃を置いて帰っていく。

## 登場人物
- ハリー・ボッシュ：ロサンゼルス市警ハリウッド署の刑事
- ジェリー・エドガー：ボッシュの相棒
- キズミン・ライダー：ロサンゼルス市警強盗殺人課(RHD)刑事。ボッシュの元相棒
- テレサ・コラソン：検視官
- グレイス・ビレッツ：ボッシュとエドガーの上司。タフな女性で、ボッシュとエドガーは陰で「ブレッツ」（弾丸）と呼んでいる。ボッシュの理解者
- ジュリア・ブレイシャー：新人警官
- アーヴィン・アーヴィング：市警副本部長。何かとボッシュにプレッシャーをかける。
- ポール・ギヨー：元開業医
- ニコラス・トレント：児童への性的いたずらで前科のある者
- アーサー・ドラクロワ：20年ほど前に失踪した少年
- シーラ・ドラクロワ：アーサーの姉
- サミュエル・ドラクロワ：アーサーとシーラの父
- ジョニー・ストークス：アーサーの元友人

## 後日談
著者マイクル・コナリーは、本作出版後にボッシュとの対談録を執筆して本作の最後に刑事を辞職したことについてボッシュ自身に語らせており、死者を代弁して悪を追うことは諦めておらず、現に辞職時に迷宮入り事件の資料を多数持ち出しているが、もはや警察という組織に所属しなくてもその使命を果たすことはできることに思い至った、と書いている。

## 評価
本作は米ニューヨーク・タイムズ紙の「今年注目の一冊」(Notable Book Of The Year)に選ばれた。

### 受賞歴
アンソニー賞 (バウチャーコン)
2003年 最優秀長編賞 受賞
エドガー賞 (米ミステリー作家協会)
2003年 最優秀長編賞 ノミネート
ダガー賞 (英国推理作家協会)
2002年 最優秀長編賞 ノミネート
バリー賞
2003年 最優秀長篇賞 受賞
マカヴィティ賞 (国際ミステリ愛好家クラブ)
2003年 最優秀長編賞 ノミネート

## 映像化
テレビドラマ『BOSCH/ボッシュ』の第1シーズンは、『ブラック・ハート』『エコー・パーク』と本書の物語を元に作られており、上記のあらすじのかなりの部分が採用されているが、エコー・パークの犯罪者ウェイツがこの事件の容疑者になり、ブレイジャーはストークス確保の際に死亡せず、最後ストークスを撃つのは警官ではなくアーサーの父サミュエルであるなど、幾つかの大きな違いがある。